# Tour della nazionale maschile di rugby a 15 dell'Australia 1982
Nel 1982, la nazionale Australia di rugby a 15 si reca in tour in Nuova Zelanda. ben 14 i match disputati. tra cui tre test ufficiali contro gli All Blacks. Con due vittorie su 3 match, questi ultimi si riprendono la Bledisloe Cup

## Risultati
| New Plymouth 28 luglio 1982 | Taranaki | 15 – 16 | Australia XV |  |

| Palmertson North 31 luglio 1982 | Manawatu | 10 – 26 | Australia XV |  |

| Napier 4 agosto 1982 | Hawkes Bay | 12 – 13 | Australia XV |  |

| Invercargill 7 agosto 1982 | Southland | 0 – 21 | Australia XV |  |

| Timaru 10 agosto 1982 | South Canterbury | 21 – 29 | Australia XV |  |

| Christchurch 14 agosto 1982                                                           | Nuova Zelanda | 23 – 16                   | Australia | Lancaster Park |
| \| \| \| \| \| mete: trasf.: c.p.: Drop: \| Marcatori \| mete: trasf.: c.p.: Drop: \| |               |                           |           |                |
|                                                                                       |               |                           |           |                |
| mete: trasf.: c.p.: Drop:                                                             | Marcatori     | mete: trasf.: c.p.: Drop: |           |                |

| Westport 18 agosto 1982 | Buller | 10 – 65 | Australia XV |  |

| Dunedin 21 agosto 1982 | Otago | 12 – 29 | Australia XV |  |

| Hamilton 24 agosto 1982 | Waikato | 3 – 23 | Australia XV |  |

| Wellington 28 agosto 1982                                                             | Nuova Zelanda | 16 – 19                   | Australia | Athletic Ground |
| \| \| \| \| \| mete: trasf.: c.p.: Drop: \| Marcatori \| mete: trasf.: c.p.: Drop: \| |               |                           |           |                 |
|                                                                                       |               |                           |           |                 |
| mete: trasf.: c.p.: Drop:                                                             | Marcatori     | mete: trasf.: c.p.: Drop: |           |                 |

| Rotorua 1º settembre 1982 | Bay of Plenty | 40 – 16 | Australia XV |  |

| Pukekohe 4 settembre 1982 | Counties | 15 – 9 | Australia XV |  |

| Whangerei 7 settembre 1982 | North Auckland | 12 – 16 | Australia XV |  |

| Auckland 11 settembre 1982                                                            | Nuova Zelanda | 33 – 18                   | Australia | Eden Park |
| \| \| \| \| \| mete: trasf.: c.p.: Drop: \| Marcatori \| mete: trasf.: c.p.: Drop: \| |               |                           |           |           |
|                                                                                       |               |                           |           |           |
| mete: trasf.: c.p.: Drop:                                                             | Marcatori     | mete: trasf.: c.p.: Drop: |           |           |